# TSV Tettnang
Der TSV Tettnang, offiziell Turn- und Sportverein 1848 Tettnang e. V. ist ein Sportverein aus Tettnang im baden-württembergischen Bodenseekreis. Die erste Fußballmannschaft der Männer spielte neun Jahre in der höchsten württembergischen Amateurliga. Die erste Fußballmannschaft der Frauen spielte drei Jahre in der Regionalliga Süd.

## Geschichte
Die Wurzeln des Vereins liegen bei der im Herbst 1848 gegründeten Turngemeinde Tettnang. Dieser Verein musste am 2. August 1850 zwangsweise aufgelöst werden. Am 5. September 1862 folgte die Neugründung als Turnverein Tettnang, der am 28. Juli 1872 aufgelöst und am 16. Juni 1905 neu gegründet wurde. Nach der Gründung der Fußballabteilung im Sommer 1919 benannte sich der Verein in Sportgemeinde Tettnang um. Nach dem Ende des Zweiten Weltkrieges wurde der Verein im Sommer 1945 aufgelöst und wurde am 10. August 1946 neu gegründet. Schließlich nahm der Verein am 1. April 1950 seinen heutigen Namen an.
Neben Fußball bietet der Verein die Sportarten Aikido, Basketball, Fechten, Freizeitsport, Klettern, Leichtathletik, Handball, Rehabilitationssport, Taekwondo, Tennis, Tischtennis, Turnen und Volleyball an. In früheren Zeiten gab es noch Abteilungen für Baseball, Jiu Jitsu und Skisport.

### Männerfußball
Die Fußballabteilung wurde im Sommer 1919 gegründet und spielte jahrzehntelang nur auf lokaler Ebene. Im Jahre 1975 gelang der Aufstieg in die seinerzeit drittklassige Amateurliga Schwarzwald-Bodensee, wo der TSV beim ersten Heimspiel gegen den VfB Friedrichshafen 2.500 Zuschauer begrüßen konnte. Nach nur einer Saison folgte der direkte Wiederabstieg. Zwar schafften die Tettnanger den direkten Wiederaufstieg, mussten 1978 aber erneut nach nur einem Jahr wieder absteigen. Es folgten mehrere Jahre zwischen Landes- und Bezirksliga, ehe die Mannschaft im Jahre 2000 in die A-Klasse runter musste. Nach zwei Aufstiegen in Folge erreichten die Tettnanger wieder die Landesliga. Es folgten Abstiege in den Jahren 2010 und 2012. Seitdem spielen die Tettnanger in der Kreisliga A Bodensee. Heimspielstätte ist seit 1993 das Manzenbergstadion.

### Frauenfußball
Im Sommer 2001 übernahm der Verein die Frauenfußballabteilung des SV Oberteuringen. Die Mannschaft des SV Oberteuringen gehörten im Jahre 2000 zu den Gründungsmitgliedern der seinerzeit zweitklassigen Regionalliga Süd und nahm sieben Mal am DFB-Pokal der Frauen teil. Dabei musste dabei zahlreiche hohe Niederlagen einstecken. Gleich beim ersten DFB-Pokalspiel in der Saison 1982/83 verlor die Mannschaft mit 1:12 beim FC Bayern München. In der Saison 1991/92 verloren die Oberteuringerinnen mit 0:10 gegen den VfR 09 Saarbrücken. Drei Jahre später erreichte der Verein durch ein Freilos die zweite Runde. Eine dritte zweistellige Niederlage gab es in der Saison 1998/99 mit einem 1:11 gegen die Sportfreunde Siegen. Den einzigen Sieg gab es ein Jahr später, als die Mannschaft zunächst Viktoria Neckarhausen mit 6:1 schlug und dann mit 0:4 gegen den 1. FC Saarbrücken verlor.
Nach dem Wechsel zum TSV Tettnang spielte die Mannschaft bis 2004 in der Regionalliga Süd. Als Vorletzter der Saison 2003/04 wurde die Qualifikation für die neu geschaffene 2. Bundesliga verpasst. In der folgenden Spielzeit wurde der TSV in der Oberliga Baden-Württemberg durchgereicht und landete im Jahre 2005 in der Verbandsliga Württemberg. Drei Jahre später ging es in die Landesliga hinunter, wo die Tettnangerinnen den direkten Wiederaufstieg über die Relegation erreichten. Nach einer Vizemeisterschaft im Jahre 2012 hinter dem VfB Obertürkheim gelang zwei Jahre später der Wiederaufstieg in die Oberliga Baden-Württemberg. Mit Ivana Rudelić im Jahre 2008 und Melanie Leupolz zwei Jahre später stellt der TSV Tettnang zwei U-17-Europameisterinnen. Die B-Juniorinnen des TSV stiegen im Jahre 2013 in die B-Juniorinnen-Bundesliga auf, mussten aber nach nur einem Jahr wieder absteigen.

### Taekwondo
Angelika Biegger wurde im Jahre 1985 deutsche Meisterin. Bei der Weltmeisterschaft 1987 gewann sie in der Klasse bis 70 Kilogramm die Bronzemedaille. Drei Jahre später gewann Biegger den Europameistertitel.

## Persönlichkeiten
- Erica Dillmann
- Sonja Giraud
- Melanie Leupolz
- Selina Nowak
- Inka Reinecke
- Ivana Rudelić
- Isabella Schmid
- Frieder Schömezler
- Sonja Spieler
- Vivien Wagner
- Katja Wittfoth
- Lenka Zahoříková